# 薛影儀
薛影儀（1984年5月2日—），香港女藝人，2021年度亞洲小姐競選最佳努力獎得主，前亞洲心動娛樂旗下女藝人。

## 簡歷

### 早年生活
薛影儀出身於元朗，家有一弟，曾就讀新界鄉議局元朗區中學，2002年中五畢業，其後曾在餐廳工作，但2019新冠病毒疫情期間因工作時沒有戴口罩而遭開除，她曾修讀工聯會美容課程並取得證書。

### 入行經過及爆紅
薛影儀一直對娛樂圈充滿好奇。某天她在家中看電視時見無綫電視有廣告招募2021年4月的藝員訓練班而嘗試應徵，但首輪面試已遭淘汰。不久她從亞洲小姐競選網頁得知不設參賽年齡上限，決定參賽。
面試亞洲小姐競選需要薛影儀穿比堅尼泳衣，突顯出她身材臃腫，非常普通的外表亦吸引了傳媒的目光，全場焦點落在她身上，網民也熱烈討論和關注，不過她認為爆紅是因為自己樣貌漂亮。雖然她最終落選首輪面試，但得到了最佳努力獎及亞視高層外表專業陪訓，2021年7月30日與亞洲電視數碼媒體簽約2年。

### 演藝發展
薛影儀加入娛樂圈後有大量工作接冾，亞視先後為她安排參與亞洲電視製作的直播節目、加入直播平台擔任主播、踏上演員之路參演影視，接受媒體訪問，全方位無間斷曝光於大眾前，成功為她吸納大量「粉絲」（影子），但有部分人表示「好心咪玩人地」。
2022年9月，由於亞洲電視數碼媒體被申請清盤，薛影儀改與亞洲心動娛樂簽約。
2023年4月5日，薛影儀推出了新歌〈一加一等於阿儀〉，此歌的音樂短片於在YouTube網站推出，在24小時內錄得超過32萬觀看次數，在發佈後的第七日更突破了100萬人觀看，阿儀更「找數」打扮成《美女與野獸》的貝兒公主入主題樂園，大派寫真集答謝大家支持。

## 爭議

### 新冠疫情期間違反口罩令且襲擊市民
2021年9月30日，薛影儀在其朗屏邨悦屏樓住所樓下沒有戴好口罩，被市民拍片公審，期間推撞及腳踢拍攝者，片段於2022年2月11日被流出並在網絡廣泛流傳。
警方其後就事件控告薛影儀普通襲擊罪及違反《預防及控制疾病(佩戴口罩)規例》的「没有合理權限或辨解的情況下，沒有在指明公眾地方佩戴口罩」，共兩項罪名。案情指薛影儀於案發當晚在朗屏邨悅屏樓襲擊他人。但由影片可以看出拍攝者一直作出挑釁行為 2022年3月22日在屯門裁判法院提堂，薛影儀承認控罪，控方在庭上披露她在2012年有同類案底，最終她被判即時監禁2星期及罰款港幣5,000元，其後獲准保釋等候上訴。（案件編號：TMCC 431/2022）
3月23日，亞洲電視為薛影儀舉行記者會，她與經理人一起就事件致歉。
2022年10月7日，高等法院法官李運騰裁定薛影儀就普通襲擊罪上訴得直，他認為拍片事主反應不合比例，故批准刑罰上訴，改判監禁2星期，緩刑18個月。

### 無牌駕駛電單車
2022年8月13日，薛影儀在中環海濱活動空間以一身賽車女郎打扮現身，身穿低胸連身裙，期間無牌駕駛一輛電單車，並且沒有帶上防護頭盔，該電單車亦為未有登記車輛，遭人拍片放上網。結果薛影儀以涉嫌「駕駛時沒有駕駛執照」、「駕駛未獲發牌照車輛」、「沒有第三者保險而使用車輛」及「駕駛電單車時沒有戴上認可防護頭盔」被捕。

## 演出作品

### MV演出
| 年份   | MV                 | 歌手   | 備註     |
| ------ | ------------------ | ------ | -------- |
| 2024年 | 《到底邊度有真相》 | 鍾雨璇 | 客串演出 |
| 2023年 | 《爸爸爸爸我愛你》 | 薛影儀 |          |
| 2023年 | 《一加一等於阿儀》 | 薛影儀 |          |
| 2022年 | 《財神888》        | 薛影儀 |          |
| 2021年 | 《假如真的有茶會》 | 薛影儀 |          |

### 遊戲代言
| 年份      | 遊戲名稱            | 備註 |
| --------- | ------------------- | ---- |
| 2024年2月 | 《阿儀 我的AI女友》 |      |

### 電視劇
| 年份   | 電視劇                 | 角色   | 備註 |
| ------ | ---------------------- | ------ | ---- |
| 2025年 | 《弊傢伙！我要去祓魔》 | 女靈體 | 客串 |

### 電影
| 年份   | 電影           | 角色   | 備註 |
| ------ | -------------- | ------ | ---- |
| 2021年 | 《愛．還記得》 | 啤酒妹 | 客串 |

## 音樂作品

### 單曲
| 推出日期 | 曲目             | 作曲           | 填詞           | 編曲           | 監製     | 備註                                 |
| 2021年   |                  |                |                |                |          |                                      |
| 10月27日 | 假如真的再有茶會 | 茶理史         | 茶理史         | 茶理史         | 茶理史   | 茶理史主題曲                         |
| 2022年   |                  |                |                |                |          |                                      |
| 2月22日  | 財神888          | 曾千恩／陳凱菱 | 曾千恩／詹雪琳 | Birdbird Yeng  | 財源滾滾 | Feat. 陳美濤、林海茵、譚夢娜、張可盈 |
| 2023年   |                  |                |                |                |          |                                      |
| 4月5日   | 一加一等於阿儀   | Monsterz 怪獸  | Monsterz 怪獸  | Mux Ryzor      | 郭文翰   | 首支個人單曲                         |
| 6月6日   | 爸爸爸爸我愛你   | Monsterz 怪獸  | Monsterz 怪獸  | 郭文翰、潘泇藥 | 郭文翰   |                                      |

## 獎項
- 亞洲小姐競選2021香港區決賽 一 最佳努力獎
- 第六屆VIP音樂榜頒獎典禮 一 傳媒力捧新星

## 外部連結
- 薛影儀的Instagram帳戶
- 薛影儀的Facebook專頁（入行前網名Amy Wong）